# Willi Worch
Willi Worch (* 26. Juli 1896 in Straßburg; † 23. November 1972 in Karlsruhe) war ein deutscher NSDAP-Funktionär. Er war in der NS-Zeit langjähriger Beisitzer beim Volksgerichtshof und in dieser Stellung an  zahlreichen Todesurteilen der NS-Kriegsjustiz beteiligt.

## Leben
Willi Worch wurde als Sohn des Schreinergesellen Adam Worch und seiner Frau Sophie geb. Stengel geboren. Nach dem Volks- und Gewerbeschulbesuch absolvierte er eine Ausbildung zum Bierbrauer. Nach seinem Kriegsdienst während des Ersten Weltkrieges arbeitete er von 1919 bis 1932 als Brauer in zwei Karlsruher Brauereien. Von 1914 bis 1923 war Worch Mitglied des Brauerei- und Mühlenarbeiterverbandes. 
Seit 1923 war er aktiv in völkisch-nationalen Gruppierungen und wurde am 1. Januar 1926 Mitglied der NSDAP (Mitgliedsnummer 24.375) und der SA, welcher er bis 1930 angehörte. Zwischen 1927 und 1929 war Worch Bezirksführer des Bezirks Karlsruhe der NSDAP und zwischen 1930 und 1935 Stadtrat mit dem Mandat der NSDAP.  Von 1930 bis 1932 war Worch Sektionsleiter der NSDAP Karlsruhe-Südstadt und wurde im Sommer 1932 zum Kreisleiter von Karlsruhe ernannt, dieses Amt übte er vom 1. Januar 1933 bis Ende 1944 hauptamtlich aus. 
1933 trat Worch der NSV bei und wurde 1935 Mitglied des NS-Fliegerkorps. Er war seit 1935 mit Erika geb. Riedner verheiratet. Aus dieser Ehe gingen vier Kinder hervor. 1936 wurde er Mitglied des Reichsluftschutzbundes (RLB). In der Zeit von 1937 bis 1944 war Worch Beisitzer beim Volksgerichtshof. 
Am 26. April 1945 wurde Worch verhaftet. Nach der Entscheidung der Spruchkammer des Internierungslagers Ludwigsburg vom 16. Juli 1948, die ihn auf Grund der Aussagen von Entlastungszeugen als Minderbelasteten einstufte, wurde er aus der Haft entlassen. Indes wurde er von der Zentralberufungskammer Karlsruhe in deren Berufungsentscheid vom 17. Januar 1950 als Belasteter angesehen.
Seit 1949 arbeitete Worch als Vertreter.